# Författningssamling
En författningssamling är en samling lagar och andra författningar. I Sverige och Finland används termen för en viss eller vissa officiella regelbundet utkommande samlingar.
Begreppet författningssamling används i Finland för lagar och förordningar medan motsvarigheten för myndighetsföreskrifter benämns föreskriftssamlingar. Den engelska översättningen av ordet författningssamling är statute book men det har inte samma betydelse på andra språk som på svenska. Många länder har helt andra system för utgivning av skriven rätt. 

## Sverige
Författningar är ett gemensamt namn för lagar, förordningar och föreskrifter. Författningar är bindande regler. Riksdagen beslutar om lagar, regeringen om förordningar och myndigheterna om föreskrifter.
I Sverige är en författningssamling en regelbundet utgiven samling lagar och andra författningar som regeringen utfärdar genom Svensk författningssamling eller sådant som riksdagen enligt lag ger myndigheter och andra liknande institutioner tillåtelse att utfärda eller föreskrifter som utfärdats enligt Författningssamlingsförordningen (1976:725).
Den allmänna svenska författningssamlingen är Svensk författningssamling (SFS), i vilken samtliga svenska lagar och förordningar publiceras. I övriga författningssamlingar publiceras de författningar som närmast berör till exempel en viss myndighets verksamhet. Sedan 1992 trycks SFS och flera myndigheters författningssamlingar av Fritzes. Även om författningssamlingarna numera finns tillgängliga på respektive myndighets webbsida så är det de tryckta författningssamlingarna som är gällande rätt. 
Utgivningen av Svensk författningssamling startade 1825. Dessförinnan samlades svenska författningar i tryck under begreppet Årstrycket.
En samling med författningar som utges på enskilt initiativ och med viss redigering av materialet såsom i texten insprängda kommentarer, noter och rättsfallshänvisningar, brukar kallas lagbok.

### Författningssamlingar för centrala myndigheter
| Författningssamling                                              | Förkortning | Övrigt |
| ---------------------------------------------------------------- | ----------- | --- |
| Arbetsgivarverkets författningssamling                           | AGVFS       | Se Arbetsgivarverket. Utnyttjas också av Statens pensionsverk. |
| Arbetsmarknadsstyrelsens författningssamling                     | AMSFS       | Se Arbetsförmedlingen. Utnyttjas också av Rådet för Europeiska socialfonden i Sverige. |
| Arbetsmiljöverkets författningssamling                           | AFS         | Se Arbetsmiljöverket |
| Banverkets författningssamling                                   | BV-FS       | Se Trafikverket |
| Bolagsverkets författningssamling                                |             | Se Bolagsverket |
| Boverkets författningssamling                                    |             | Se Boverket |
| Centrala studiestödsnämndens författningssamling                 |             | Se Centrala studiestödsnämnden |
| Datainspektionens författningssamling                            | DIFS        | Se Datainspektionen (Sverige) |
| Djurskyddsmyndighetens författningssamling                       |             | Djurskyddsmyndigheten är avvecklad. Se Jordbruksverket |
| Domstolsverkets författningssamling                              | DVFS        | Se Domstolsverket |
| Elsäkerhetsverkets författningssamling                           | ELSÄK-FS    | Se Elsäkerhetsverket; Utnyttjas också av Sveriges geologiska undersökning |
| Finansinspektionens författningssamling                          | FFFS        | Se Finansinspektionen |
| Fiskeriverkets författningssamling                               | FIFS        | Se Fiskeriverket |
| Försvarets författningssamling                                   | FFS         | Se Försvarsmakten; Utnyttjas också av Fortifikationsverket, Totalförsvarets forskningsinstitut och Försvarets materielverk |
| Försäkringskassans författningssamling                           | FKFS        | Se Försäkringskassan; Utnyttjas också av Myndigheten för internationella adoptionsfrågor och Premiepensionsmyndigheten |
| Högskoleverkets författningssamling                              | HSVFS       | Se Högskoleverket |
| Inspektionen för arbetslöshetsförsäkringens författningssamling  | IAFFS       | Se Inspektionen för arbetslöshetsförsäkringen |
| Järnvägsstyrelsens författningssamling                           |             | Se Transportstyrelsen |
| Kammarkollegiets författningssamling                             | KAMFS       | Utnyttjas också av Fastighetsmäklarnämnden och Statens institut för kommunikationsanalys (SIKA) |
| Kemikalieinspektionens författningssamling                       | KIFS        | Se Kemikalieinspektionen |
| Kommerskollegiums författningssamling                            |             | |
| Konkurrensverkets författningssamling                            | KKVFS       | Se Konkurrensverket |
| Konsumentverkets författningssamling                             |             | Se Konsumentverket (Sverige) |
| Kriminalvårdsverkets författningssamling                         |             | Se Kriminalvården |
| Krisberedskapsmyndighetens författningssamling                   |             | Se Myndigheten för samhällsskydd och beredskap |
| Lantmäteriverkets författningssamling                            | LMFS        | Se Lantmäteriet |
| Livsmedelsverkets författningssamling                            | LIVSFS      | Se Livsmedelsverket |
| Lotteriinspektionens författningssamling                         | LIFS        | Se Lotteriinspektionen |
| Luftfartsstyrelsens författningssamling                          |             | Se Transportstyrelsen |
| Läkemedelsförmånsnämndens författningssamling                    | LFNFS       | Se Tandvårds- och läkemedelsförmånsverket |
| Läkemedelsverkets författningssamling                            | LVFS        | Se Läkemedelsverket |
| Migrationsverkets författningssamling                            |             | Se Migrationsverket (Sverige) |
| Myndigheten för samhällsskydd och beredskaps författningssamling |             | Se Myndigheten för samhällsskydd och beredskap |
| Naturvårdsverkets författningssamling                            |             | Se Naturvårdsverket |
| Patent- och registreringsverkets författningssamling             | PRVFS       | Se Patent- och registreringsverket |
| Post- och telestyrelsens författningssamling                     | PTSFS       | Se Post- och telestyrelsen |
| Revisorsnämndens författningssamling                             | RNFS        | Se Revisorsnämnden |
| Riksarkivets författningssamling                                 | RA-FS       | Se Riksarkivet (Sverige) |
| Riksgäldskontorets författningssamling                           | RGKFS       | Se Riksgäldskontoret |
| Rikspolisstyrelsens författningssamling                          | RPSFS       | Se Rikspolisstyrelsen |
| Sjöfartsverkets författningssamling                              | SJÖFS       | Se Transportstyrelsen |
| Skatteverkets författningssamling                                |             | Se Skatteverket |
| Skogsstyrelsens författningssamling                              |             | Se Skogsstyrelsen |
| Socialstyrelsens författningssamling                             | SOSFS       | Se Socialstyrelsen |
| Statens energimyndighets författningssamling                     |             | Se Energimyndigheten |
| Statens folkhälsoinstituts författningssamling                   | FHIFS       | Se Statens folkhälsoinstitut |
| Statens jordbruksverks författningssamling                       |             | Se Statens jordbruksverk; Innehåller även föreskrifter och allmänna råd från Djurskyddsmyndigheten som upphörde 30 juni 2007 |
| Statens kulturråds författningssamling                           | KRFS        | Se Statens kulturråd; Utnyttjas även av Statens ljud- och bildarkiv, Konstnärsnämnden, Kungliga biblioteket, Presstödsnämnden, Riksantikvarieämbetet, Nationalmuseum med Prins Eugens Waldemarsudde, Moderna museet, Styrelsen för Sveriges författarfond, Taltidningsnämnden samt Talboks- och punktskriftsbiblioteket |
| Statens kärnkraftinspektions författningssamling                 |             | Se Strålsäkerhetsmyndigheten |
| Statens räddningsverks författningssamling                       |             | Se Myndigheten för samhällsskydd och beredskap |
| Statens skolverks författningssamling                            | SKOLFS      | Se Skolverket |
| Statens strålskyddsinstituts författningssamling                 | SSIFS       | Se Strålsäkerhetsmyndigheten |
| Strålsäkerhetsmyndighetens författningssamling                   | SSMFS       | Se Strålsäkerhetsmyndigheten |
| Statistiska centralbyråns författningssamling                    | SCBFS       | Se Statistiska centralbyrån |
| Svenska Kraftnäts författningssamling                            | SvKFS       | Se Svenska Kraftnät |
| Styrelsens för ackreditering och teknisk författningssamling     |             | Se Styrelsen för ackreditering och teknisk kontroll |
| Tandvårds- och läkemedelsförmånsverkets författningssamling      | TLVFS       | Se Tandvårds- och läkemedelsförmånsverket |
| Tillväxtverkets författningssamling                              |             | Se Tillväxtverket |
| Totalförsvarets pliktverks författningssamling                   | TPVFS       | Se Pliktverket |
| Trafikverkets författningssamling                                | TRVFS       | Se Trafikverket |
| Transportstyrelsens författningssamling                          | TSFS        | Se Transportstyrelsen |
| Tullverkets författningssamling                                  |             | SE Tullverket |
| Verkets för näringslivsutveckling författningssamling (NUTEK)    |             | Se Tillväxtverket |
| Vetenskapsrådets författningssamling                             |             | Se Vetenskapsrådet |
| Vägverkets författningssamling                                   | VVFS        | Se Trafikverket |
| Åklagarmyndighetens författningssamling                          | ÅFS         | Se Åklagarmyndigheten |

### Centrala myndigheter som får kungöra författningar på annat sätt
Centrala myndigheter som får kungöra författningar på annat sätt än i författningssamling som avses i författningssamlingsförordningen
- Arbetsgivarverket
- Konsumentverket
- Riksarkivet
- Räddningsverket
- Skatteverket
- Socialstyrelsen
- Statens järnvägar
- Styrelsen för Sveriges lantbruksuniversitet

### Författningssamlingar för län
Länsstyrelserna i de olika länen i Sverige ger ut författningssamlingar för respektive län, som omfattar regler som har utfärdats av länsstyrelsen och vissa andra lokala regler. Författningssamlingarna publiceras bland annat på respektive länsstyrelses webbsida.

### Författningssamlingar för kommuner
- Författningssamlingen Göteborgs Stad [5]
- Värmdö kommuns författningshandbok[död länk] (extern länk)

## USA
I USA publiceras lagar antagna av kongressen dels kronologiskt efter ämne i United States Code (förkortat U.S.C.) samt också i kronologisk ordningsföljd i United States Statutes at Large. Regeringsdepartementen och myndigheternas förordningar och föreskrifter som påverkar allmänheten publiceras i den ämnessorterade Code of Federal Regulations (förkortat C.F.R.) samt i den dagliga officiella tidningen Federal Register.